# Molomea guttulata
Molomea guttulata är en insektsart som först beskrevs av Melichar 1925.  Molomea guttulata ingår i släktet Molomea och familjen dvärgstritar.
Artens utbredningsområde är Peru. Inga underarter finns listade i Catalogue of Life.